# Nadbajkalski Park Narodowy

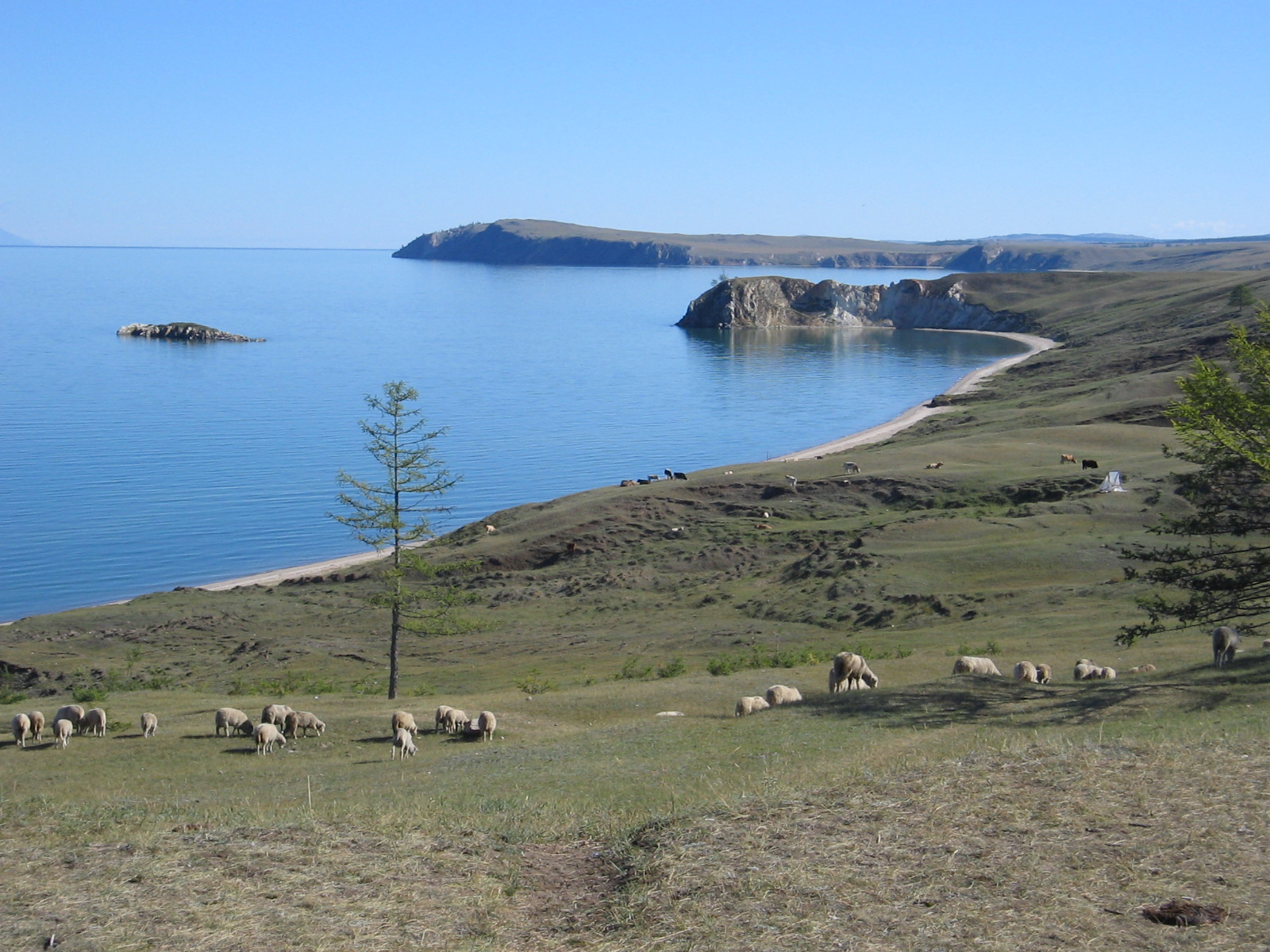
Widok na Małe Morze z wyspy Olchon

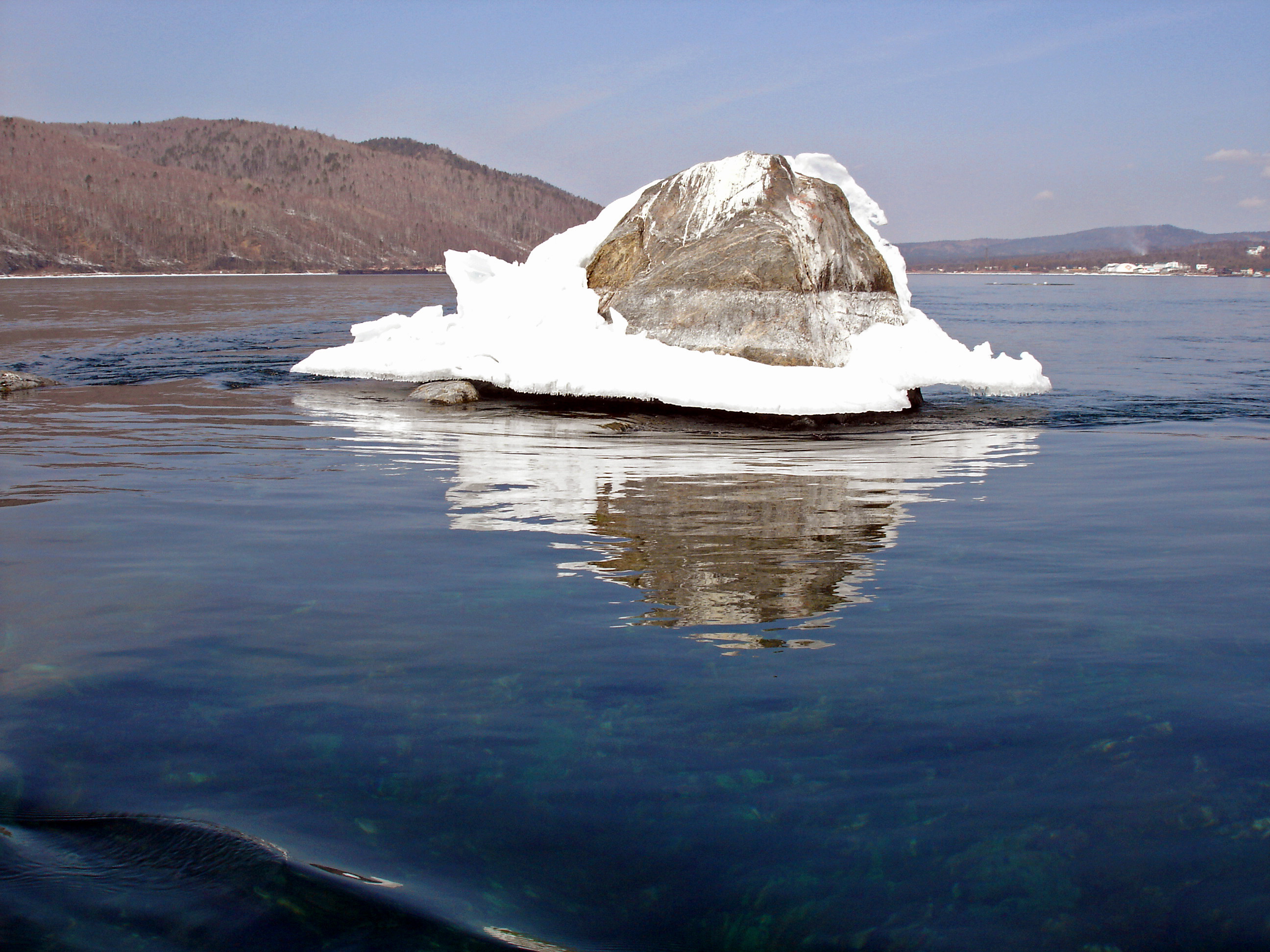
Szaman-kamień wyznaczający granicę między jeziorem Bajkał a rzeką Angarą

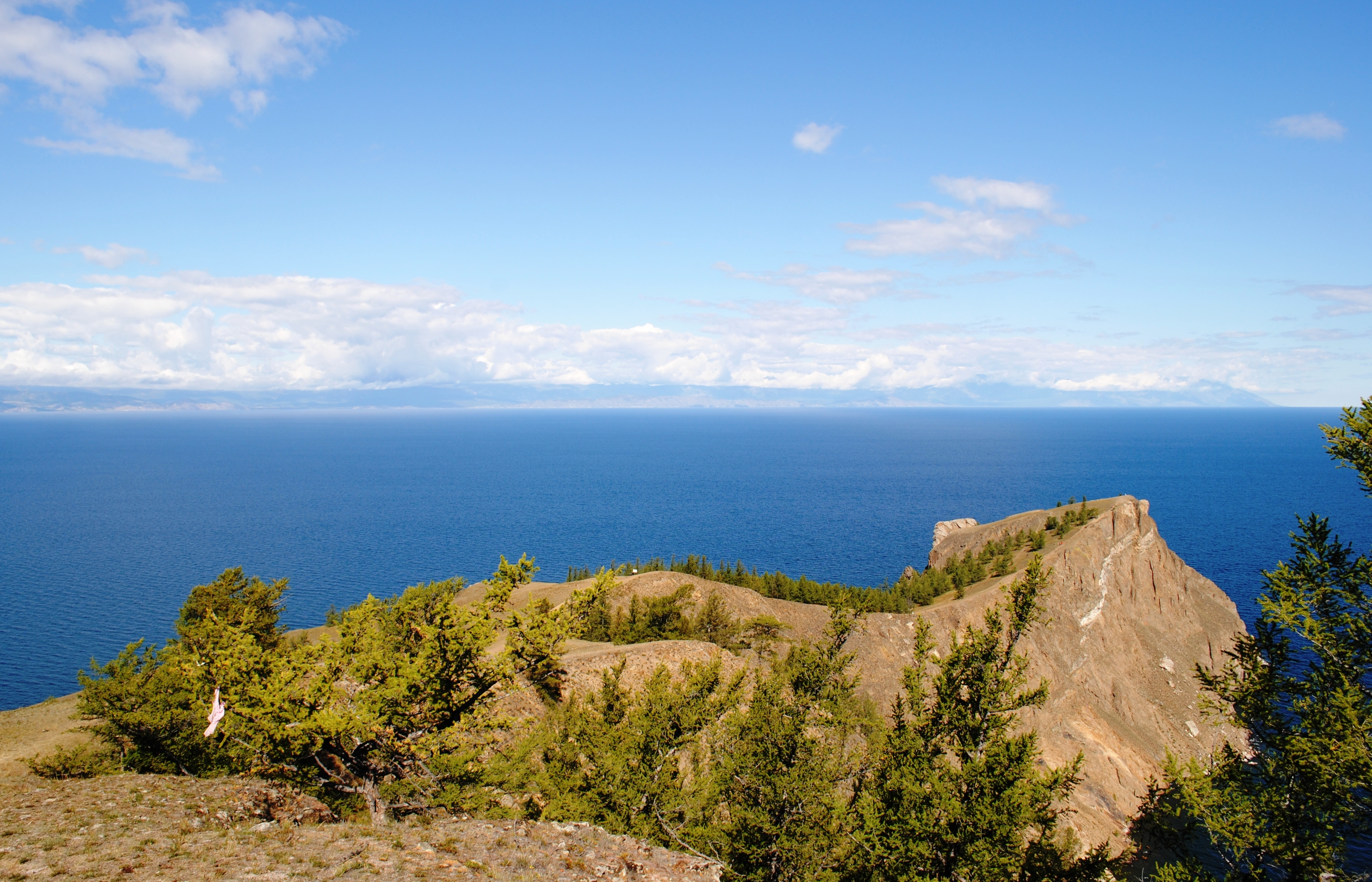
Przylądek Choboj

Nadbajkalski Park Narodowy (ros. Прибайкальский национальный парк) – park narodowy w Rosji w obwodzie irkuckim. Położony jest na obszarze 3 rejonów: sludiańskiego, irkuckiego i olchońskiego.
Park narodowy powstał decyzją Rady Ministrów RFSRR 13 lutego 1986 i od tego momentu jest obszarem o znaczeniu federalnym. Ustanowiony został w celu ochrony unikatowych naturalnych ekosystemów jeziora Bajkał, jako wielofunkcyjny obszar ochronny, który chroni zachodnią część jeziora Bajkał i jego przybrzeżnych rejonów. Jego powierzchnia wynosi 417 297 hektarów, jest tym samym 7. co do wielkości parkiem narodowym w Rosji.

## Charakterystyka
W 1996 roku wraz z jeziorem Bajkał i jego okolicami (Barguziński Rezerwat Biosfery, Zabajkalski Park Narodowy, Rezerwat Bajkalsko-Leński, Bajkalski Rezerwat Biosfery) został wpisany na Listę Światowego Dziedzictwa UNESCO pod nazwą „Jezioro Bajkał”. W parku istnieją różne strefy ochrony:
- strefa buforowa (86 514 ha),
- strefa rekreacji i turystyki kulturowej (171 108 ha),
- strefa obsługi odwiedzających (13 791 ha),
- strefa tradycyjnego zarządzania zasobami naturalnymi (33 884 ha),
- strefa użyteczności gospodarczej (112 tys. ha).

Długa linia brzegowa parku jest bardzo urozmaicona; znajdują się tu głębokie wąwozy, skaliste przylądki, urwiste zbocza jak i piaszczyste plaże. Większość terenu parku zajmują lasy iglaste, dające schronienie licznym zwierzętom. Oprócz bogactwa flory i fauny – w tym wielu rzadkim i chronionym gatunkom – Nadbajkalski Park Narodowy chroni także cenne obiekty historyczno-kulturowe, występujące głównie na wyspie Olchon i w jej okolicach. Tam znajduje się największe nad Bajkałem skupisko zabytków archeologicznych, sięgających czasów paleolitu.

## Geografia
Nadbajkalski Park Narodowy obejmuje wąski pas południowo-zachodniego wybrzeża o długości 400 km (od wsi Kułtuk do przylądka Koczerikowskiego) oraz wyspę Olchon. Jest to tym samym najbardziej "wydłużony" park narodowy w Rosji. Park narodowy zajmuje wschodnie stoki Gór Przymorskich, południową część płaskowyżu Olchońskiego, basen rzeki Bolszaja Rieczka (dopływ Angary) a także wyspę Olchon – największą wyspę na jeziorze. Terenem parku objęto bardzo dużą część wybrzeża Bajkału (aż 1/4 jego długości) – jest to teren większy niż łącznie Zabajkalskiego Parku Narodowego, Rezerwatu Bajkalsko-Leńskiego i Rezerwatu Barguzińskiego.
Większość powierzchni parku zajmują Góry Przymorskie, z wysokościami sięgającymi od 450 do 1000 m nad powierzchnią jeziora. Góry wznoszą się tu od 1100 m n.p.m. na południu do 1500 m n.p.m. na północy. Góry poprzecinane są tu dolinami rzek Angara, Gołoustnaja, Buguldejka, Sarma i Anga. Najniższa wysokość powyżej jeziora na terenie parku to 456 m n.p.m., najwyższa zaś to 1704 m n.p.m. Teren wyróżnia się różnorodnością, jednocześnie z relatywnie małymi różnicami wysokości bezwzględnej.

## Hydrografia
Park znajduje się w całości w zlewni jeziora Bajkał i Zbiornika Irkuckiego, a na jego terenie istnieje 80 małych jezior. Północna część parku zajmowana jest przez jeziora o różnorakim pochodzeniu (deltowe, lagunowe, zalewowe) – większość z nich to jeziora słodkowodne. Duża liczba (ponad 20) słonych jezior krasowych znajduje się na Tazherańskim Stepie i okolicznych terenach wyspy Olchon. Wyspa ta jest największym nad Bajkałem obszarem reliktowych stepów. W 2004 roku została zakwalifikowana przez BirdLife International jako ostoja ptaków IBA. Terytorium parku obejmuje dobrze rozwiniętą sieć rzeczną, z wyjątkiem wyspy Olchon. Większość rzek to górskie strumienie o długości około 10 km. Oprócz nich występują tu także duże rzeki: Gołoustnaja (122 km), Anga (90 km), Buguldejka (80 km), Sarma (56 km) i Duża Polowinnaja (25 km). W całym parku istnieje około 150 potoków a 60 z nich wpływa bezpośrednio do Bajkału.

## Klimat
Park znajduje się w strefie klimatycznej, która jest łagodniejsza będąc pod wpływem ogromnej masy wody jeziora Bajkał, z najwyższym poziomem wilgotności i opadów deszczu w regionie. Średnia temperatura stycznia wynosi -18 °C, w lipcu i sierpniu od 11°С do 14 °C, a średnia roczna temperatura wynosi +1,9 °C. Opady deszczu na wybrzeżu wynoszą do 370 mm, w górach zaś od 400 do 500 mm.

## Fauna
Fauna obszaru południowo-zachodniego i zachodniego Bajkału jest bardzo charakterystyczna i zróżnicowana. Żyje tu 380 gatunków kręgowców: 59 ssaków, 272 – ptaków, 6 – gadów, 3 – płazów, 40-gatunków ryb i duża liczba różnych owadów, pająków i mięczaków.
Wśród najważniejszych żyjących tu zwierząt wymienić można takie ssaki jak: niedźwiedź brunatny (Ursus arctos), łoś (Alces alces), jeleń szlachetny (Cervus elaphus), sarna syberyjska (Capreolus pygargus), polatucha syberyjska (Volans pteromys), burunduk (Tamias sibiricus), Myodes rufocanus, soból (Martes zibellina), piżmowiec syberyjski (Moschus moschiferus),
Myodes rutilus, ryjówka średnia (Sorex caecutiens), koreańska mysz polna (Apodemus peninsulae), kret syberyjski (Talpa altaica), smużka leśna (Sicista betulina), borsuk (Meles meles), dzik (Sus scrofa).
Najczęściej występujące ptaki to: orzechówka zwyczajna (Caryocatactes caryocatactes), sójka syberyjska (Perisoreus iniaustus), dzięcioł trójpalczasty (Picoides tridactylus), głuszec zwyczajny (Tetrao urogallus), puszczyk uralski (Strix uralensis), Turdus, cietrzew zwyczajny (Lyrurus tetrix), sójka zwyczajna (Garrulus glandarius). W miejscu gdzie Angara wypływa z Bajkału, w miejscu które nigdy nie zamarza, tworzy się ogromna połynia, gdzie sformułowało się unikalne w Syberii Wschodniej zimowisko ptactwa wodnego. Zimą znajduje tu schronienie od 10 do 15 tysięcy kaczek. Wśród nich najczęściej występujące to: gągoł (Bucephala clangula), kaczka czernica (Aythya fuligula), ogorzałka zwyczajna (Aythya marila), lodówka (Clangula hyemalis), bielaczek (Mergus albellus), szlachar (Mergus serrator), nurogęś (Mergus merganser) i krzyżówka (Anas platyrhynchos).
Na liście chronionych zwierząt żyjących na obszarze parku narodowego znajduje się 75 gatunków: 45 – ptaków, 15 – owadów, 10 – ssaków, 2 – ryb, 2 – gadów i 1 płaz.

## Flora
W Nadbajkalskim Parku Narodowym występuje ponad 1100 gatunków roślin naczyniowych (czyli ponad połowa flory centralnej Syberii), z czego prawie jedna trzecia wymaga specjalnej ochrony (endemity, rośliny rzadkie, gatunki o ograniczonym obszarze występowania, itp.). Wśród nich 21 endemitów obszaru zachodniego Przybajkala, około 30 ogólnobajkalskich endemitów oraz wiele gatunków cennych roślin, ze względu na ich małą populację. Lista rzadkich i chronionych roślin parku narodowego zawiera 76 gatunków, z czego 20 znajduje się w Czerwonej księdze gatunków zagrożonych. Występuje tu także 250 gatunków porostów i 200 gatunków mchów.
Prawie 70% terenu parku pokrywa tajga. Dominują lasy sosnowe, często z domieszką modrzewi. Stoki gór nad jeziorem są pokryte stopniowanym lasem sosnowym z domieszką modrzewia. Na szczytach górskich dominuje las sosnowy: sosna syberyjska oraz syberyjskie lasy sosnowe-jodłowe. W dolinach górskich z kolei świerk i lasy świerkowo-modrzewiowe. Wśród drzew liściastych zaś najbardziej rozpowszechnione są brzozy i osiki.

## Szczególnie cenne obiekty przyrodnicze
Na terenie Nadbajkalskiego Parku Narodowego znajdują się 42 szczególnie cenne obiekty przyrodnicze:
| Numer | Nazwa                                                    | Opis | Status oficjalny                                       | Koordynaty                          |
| ----- | -------------------------------------------------------- | --- | ------------------------------------------------------ | ----------------------------------- |
| 1     | Przylądek Chorgoj                                        | Południowa część wyspy Olchon. Jest to miejsce, w którym najlepiej zachowały się ślady Kurykan (VI-XI w.). Znajduje się tu starożytny kurhan z murem długości 185 m i wysokości w niektórych miejscach do 1,5-2 m. Murowane ściany wykonane z kamienia, bez materiału wiążącego (zaprawy). Obok murów zachował się rów, będący niegdyś fosą (3,5 m szerokości i 1,5 m głębokości) oraz kopiec ziemi. Odnaleziono tu również groby kurykańskie z kamiennymi płytami oraz ulokowany w najwyższym punkcie przylądka głaz, który służył prawdopodobnie jako ołtarz ofiarny. | Atrakcja turystyczna                                   | 53°6'24" N, 106°58'59" E            |
| 2     | Jezioro Szara-Nur                                        | Największe jezioro na wyspie Olchon. Położone jest w środkowej jego części, ok. 6 km na południowy wschód od osady Jałga. Nazwa pochodzi z języka buriackiego i oznacza "Żółte Jezioro". Charakterystyczny żółty kolor wynika z obecności zawiesin mineralnych w wodzie. Jest jeziorem górskim i słonowodnym, otoczonym przez sporą polaną, z górami porośniętymi lasami modrzewiowo-brzozowymi. | Atrakcja turystyczna                                   | 53°6′16.33″ N, 107°15′17.23″ E      |
| 3     | Jezioro Chanchoj                                         | Drugie pod względem wielkości jezioro Olchonu, leży w pobliżu osady Jałga. Powstało w wyniku odcięcia zatoki wąską, długą i piaszczystą mierzeją. Jest ulubionym miejscem dla miłośników łowienia ryb i pływania. | Atrakcja turystyczna                                   | 53°8′14.47″ N, 107°11′17.49″ E      |
| 4     | Międzygórska dolina Taszkiniej                           | Słynący z urody wąwóz położony na wschodnim brzegu wyspy Olchon. Archeolodzy odkryli tu miejsca pochówku dawnych ludzi. | Atrakcja turystyczna                                   |                                     |
| 5     | Piaszczysta plaża Zalewu Sarajskiego                     | Północny przylądek Burhan wyspy Olchon. Mielizna ciągnie się około kilometra w głąb brzegu. | Atrakcja turystyczna                                   |                                     |
| 6     | Piaszczysta plaża Zalewu Chużirskiego                    | Zalew z 1,5 km piaszczystą plażą. W północnej części wybrzeża podchodzi pod rzadki sosnowy las, zaś cała środkowa i południowa część wybrzeża zatoki są otwartą przestrzenią w formie stepu. | Atrakcja turystyczna                                   | 53°11′13.68″ N, 107°18′57.39″ E     |
| 7     | Przylądek Baklanij                                       | Znajduje się pomiędzy dawnymi stacjami Kolokolnaja i Sokolowskaja, pomiędzy 128 a 133 km linii kolei krugobajkalskiej. Są to wychodnie skalne znajdujące się nad torami | Geomorfologiczny pomnik przyrody                       | 51°45′37.32″ N, 104°6′11.34″ E      |
| 8     | Bielaja Wyjemka                                          | Unikalny obiekt mineralogii, petrologii i geologii. To jedyne takie miejsce, gdzie na długości 1,5 km występuje tak dużo ilość różnorodnych rzadkich minerałów. Obiekt położony w pobliżu przylądka Iwanowskij między 103 a 105 km linii kolei krugobajkalskiej. | Geologiczny pomnik przyrody                            | 51°47′44.55″ N, 104°26′0.1″ E       |
| 9     | Zimowisko ptactwa wodnego                                | Największe miejsce zimowiska ptactwa wodnego na Bajkale, położone w miejscu, gdzie Angara wypływa z jeziora. | Zoologiczny pomnik przyrody                            | 51°52′17.69″ N, 104°49′14.11″ E     |
| 10    | Przylądek Ułan Nur                                       | Obszar pomnika – 0,2 km². Znajduje się na zachodnim brzegu jeziora Bajkał, między zatoką Aja a cieśniną Małe Morze. Miejsce występowania rzadkich minerałów; niebieskie diopsydy, szafiry, cyrkony, rubiny i różnokolorowe spinele. Na małej powierzchni przylądka istnieją rowy i polany, gdzie występują różnorodne, krystaliczne minerały. Tak duża ich różnorodność w jednym miejscu jest rzadko spotykana. | Geologiczny pomnik przyrody                            | 52°50'15" N, 106°43'24" E           |
| 11    | Kaplica-jaskinia                                         | Znajduje się 1,5 km od brzegu jeziora Bajkał na stromym skalistym klifie "Strielka" rozdzielającym dwa wąwozy. Wejście do jaskini znajduje się pod pionową, wysoką, wapienną skałą mającą kształt trapezu, na wysokości około 200 m nad wąwozem. Do jaskini wchodzi się wpierw przez pomieszczenie o powierzchni 3 × 2 m, wysokości 1,2 – 1,4 m, które przejściem do sali zwanej "Kaplicą" zwęża się do 1 m, a potem prowadzi korytarzem wysokości 0,8 – 1 m do wysokiej, szerokiej sali mającej okrągły kształt. Pomieszczenie jest dobrze oświetlone przez otwór w dachu, tak zwane "okno". | Speleologiczny pomnik przyrody                         |                                     |
| 12    | Szaman-Kamień                                            | Znajduje się przy źródle wypływającej z Bajkału rzeki Angara. Obiekt o znaczeniu kulturowym dla Buriatów. | Geologiczny pomnik przyrody                            | 51°52′17.69″ N, 104°49′14.11″ E     |
| 13    | Urwisko Czajaczij                                        | Jeden z największych obiektów jurajskich. Jest to także miejsce gniazdowania mew. Znajduje się na zachodnim brzegu jeziora Bajkał, w północno-wschodniej części przylądka Kadilnyj. | Geomorfologiczny pomnik przyrody                       | 51°55′55.09″ N, 105°15′10.92″ E     |
| 14    | Skała Dwóch Braci                                        | Granitowa skała o dwóch wierzchołkach, wysoka na 50 m, położona 300 m n.p.m. Położona na brzegu jeziora Bajkał na stoku Gór Przymorskich, ok. 1,5 km na południe od wsi Bolszyje Koty. Skała ma postać płaskich wież oddzielonych niewielkim wąwozem. Skały są dobrze widoczne zarówno z brzegu jak i z wód jeziora. | Geologiczny pomnik przyrody                            | 51°53'47" N, 105°3'8" E             |
| 15    | Urwisko Skripier                                         | Położone na zachodnim wybrzeżu jeziora Bajkał, ok. 7 km na północny wschód od wsi Bolszyje Koty. Ma formę skalistego klifu pochodzenia jurajskiego, poddawanym procesom wietrzenia. | Geomorfologiczny pomnik przyrody                       | 51°53'59" N, 105°7'48" E            |
| 16    | Reliktowy las świerkowy                                  | Znajduje się na zachodnim zboczu góry Żyma, w północno-wschodniej części wyspy Olchon. Powierzchnia – 0,34 km². Jedyny taki duży obszar lasu świerkowego na wyspie. Jego wyjątkowością jest to, że przetrwał od epoki lodowej, mimo suchego klimatu Olchonu. Las formował się, gdy klimat na Olchonie był znacznie bardziej wilgotny, a przetrwał, w tej najwyżej położonej części wyspy, dzięki wodom gruntowym. | Botaniczny pomnik przyrody                             | 53°14′28.01″ N, 107°41′25.72″ E     |
| 17    | Przylądek Burhan                                         | Znajduje się w centralnej części zachodniego wybrzeża wyspy Olchon, tuż przy wiosce Chużir. Przylądek zakończony jest wapienno-marmurową, dwuczęściową skałą (z przecinającą ją jaskinią), której dano nazwę Skała Szamanka. Zgodnie z wierzeniami Buriatów uważana jest za świętą. Przylądek wpierw zwany był Szamańskim, dopiero od XVII w., gdy w miejsce szamanizmu upowszechnił się lamaizm, Buriaci swoje święte miejsce zaczęli nazywać Burhan (w języku buriackim: Ойхон-эхэ-бабай). Obiekt ma status państwowego zabytku przyrodniczo-historycznego. | Krajobrazowy i geomorfologiczny pomnik przyrody        | 53°12'12" N, 107°20'29" E           |
| 18    | Przylądek Kobyla Głowa                                   | Znajduje się w najbardziej na zachód wysuniętej części wyspy Olchon. Dawna nazwa w języku buriackim to Chorin-Irgi (Хорин-Ирги). Z profilu przylądek przypomina głowę konia, stąd jego obecna nazwa rosyjska. Jednakże znany badacz Bajkału, Jan Czerski widział w nim: "Czaszkę ogromnego drapieżnego zwierzęcia, coś między typem psa a niedźwiedzia". Przylądek najciekawiej prezentuje się od strony północnej, z wód cieśniny Małe Morze. Przylądek rozdziela jego wody od Zalewu Chul i wychodzi w kierunku Cieśniny Olchońskie Wrota. Według mongolskich podań na tym półwyspie, w trakcie podbijania Syberii swój obóz rozbił Czyngis-chan. | Geomorfologiczny pomnik przyrody                       | 53°3′55.46″ N, 106°54′49.68″ E      |
| 19    | Przylądek Choboj                                         | Znajduje się w najbardziej na północ wysuniętym skrawku wyspy Olchon. Swoim kształtem przypomina kieł, dlatego też od niego wywodzi się jego buriacka nazwa. Przylądek od strony wody przypomina profil kobiety. Według legendy, jest to Buriatka ukarana za zazdrość, która będzie tkwiła w tej kamiennej postaci tak długo, jak długo na świecie będą istniały zło i zawiść. Oryginalność i surowe piękno tego przylądka zostało docenione przez starożytnych mieszkańców Olchonu – Choboj służył za święte miejsce ich obrzędów religijnych. Niegdyś, na głazach wystających z wody w pobliżu przylądka, pojawiały się licznie foki bajkalskie, dziś rzadko tutaj widywane. | Krajobrazowy i geologiczny pomnik przyrody             | 53°24′43.18″ N, 107°47′23.19″ E     |
| 20    | Przylądek Sagan-Chuszun                                  | Znajduje się w północnej części wyspy Olchon. Jest to wydłużony masyw skalny z białego marmuru długości 1 km stromo opadający w stronę jeziora. Nazwa w języku buriackim oznacza "Biały Przylądek". Z jego okolic można zejść do wody po stromej ścieżce. Z przylądka roztaczają się widoki na cieśninę Małe Morze, wybrzeża wyspy Olchon i jej najbardziej północny kraniec: Przylądek Choboj. | Krajobrazowy pomnik przyrody                           | 53°23'31" N, 107°43'47" E           |
| 21    | Uroczysko Piesczanoje                                    | Znajduje się w środkowej części zachodniego wybrzeża wyspy Olchon, ok. 20 km na północ od osady Chużir, nad Zalewem Njurganskaja Guba. Jest to obszar wydmowy, który powstał w wyniku działania wiatru, tworząc wzgórza i grzbiety, zajmując powierzchnię około 3 km. Jest to największy powierzchniowo obszar piaszczysty nie tylko na Olchonie, ale także w całej zachodniej części wybrzeża Bajkału. Na wydmach rosną tu osobniki endemicznego gatunku traganka – Astragalus olchonensis, który kwitnie w lipcu. Do połowy lat 50. XX w. miejsce należało do sieci Gułag. W czterech drewnianych barakach mieszkali tam skazańcy. Osadzone zostały tu także osoby deportowane z Litwy, Białorusi, Polski i Zachodniej Ukrainy (łącznie 27 narodowości). Tym którzy dożyli do roku 1956, zezwolono na powrót do domu, na mocy amnestii. Później, po rozwiązaniu kolonii karnej założono tu małą osadę rybacką. W latach 70. XX w. zlikwidowano ją, ze względu na ciągłe zasypywanie jej przez piaski. Do dzisiaj widoczne są pozostałości tego obiektu. 16 kwietnia 2012 mieszkańcy wyspy postawili krzyż pamiątkowy na miejscu kolonii karnej. | Krajobrazowy pomnik przyrody                           | 53°23'31" N, 107°43'47" E           |
| 22    | Zatoka Piaszczysta                                       | Znajduje się w zachodniej części wybrzeża Bajkału, 35 km na północ od wioski Bolszoje Gołoustnoje. Najbardziej znane zatoka, uważana za jedną z najpiękniejszych zatok jeziora Bajkał, nazywana "Riwierą Syberyjską", jest często odwiedzanym punktem wśród turystów. Panuje tu wyjątkowy mikroklimat ze znacznie wyższą temperaturą i liczbą dni słonecznych niż w innych częściach jeziora jak i szerzej Syberii Wschodniej. Średnia roczna temperatura powietrza wynosi +0,4 °C. Dla porównania – w Irkucku : -0,9 °C. Temperatura powietrza latem osiąga tu 30 °C, zaś wody od 14 do 22 °C. Liczba słonecznych dni w roku, jest tutaj taka sama jak na wybrzeżu Morza Czarnego. Miejsce słynie także z tzw. kroczących sosen – drzew, którym wiatr i woda odsłoniły korzenie, niekiedy nawet do głębokości 1,5 m. Piaszczysta, półokrągła plaża (dł. 750 m, szer. 20–30 m) ograniczona jest przez dwa stromo opadające do Bajkału skaliste przylądki: Wielką Dzwonnica i Małą Dzwonnicę. Mniej więcej w ⅓ długości plaży (licząc od południa) wznosi się urwista skała Żandarm, na której wybudowano dwie altany.                             | Krajobrazowy pomnik przyrody                           | 52°15′43.89″ N, 105°42′22.82″ E     |
| 23    | Półwysep Arka                                            | Znajduje się na zachodnim brzegu Bajkału, mniej więcej w połowie dystansu między wioską Bolszoje Gołoustnoje a Zatoką Piaszczystą. Jest to skała położona nad jeziorem z otworem przelotowym szerokości 1 metra. | Geomorfologiczny pomnik przyrody                       | 52°6'10" N, 105°32'34" E            |
| 24    | Kolej Krugobajkalska                                     | Obiekt szczególnie cenny dla dziedzictwa historycznego i kulturowego Federacji Rosyjskiej, jest jedną z głównych atrakcji południowo-zachodniego wybrzeża jeziora Bajkał. Kolej, zbudowana w latach 1905-1949 wzdłuż samego wybrzeża Bajkału, pomiędzy Portem Bajkał a Sludianką, zachowała się do dziś w oryginalnej formie. W zakresie parku narodowego znajduje się odcinek długości 84 km między stacją Port Bajkał stacją Kułtuk. Na trasie kolei znajdują się liczne tunele, wiadukty i mosty, powstałe wśród wybrzeży skalnych nad brzegiem jeziora. 20 lutego 1995 decyzją prezydenta Federacji Rosyjskiej została wpisana na listę zabytków i uznana za pomnik architektury o znaczeniu federalnym. | Pomnik historyczno-kulturowy                           | 51°46′35″ N, 104°10′55″ E           |
| 25    | Półwysep Kirkiriej                                       | Znajduje się na 123 km linii kolei krugobajkalskiej przy tunelu nr 17. | Atrakcja turystyczna                                   | 51°46'36" N, 104°11'18" E           |
| 26    | Bazar ptaków                                             | Znajduje się na 133 km linii kolei krugobajkalskiej, na 200-metrowej skale. Dla okolicznych mieszkańców, przylot w to miejsce ptaków w maju każdego roku, oznacza to, że Bajkał zostanie wkrótce oswobodzony z lodu. | Atrakcja turystyczna                                   |                                     |
| 27    | Staraja Angasolka                                        | Znajduje się na 149 km linii kolei krugobajkalskiej. Pod nazwą tą kryje się kamienny wiadukt łukowy "Angasołskij" przeprowadzony przez rzekę Angasołkę. Jest to jedyny wiadukt tego typu na linii kolei krugobajkalskiej. | Atrakcja turystyczna                                   | 51°43′50.09″ N, 103°49′34.57″ E     |
| 28    | Budynek kolejowego terminalu pasażerskiego "Port Bajkał" | Znajduje się na 72 km linii kolei krugobajkalskiej, obecnie jest to pierwsza stacja linii od strony wschodniej, znajdująca się w osadzie Port Bajkał. Budynek zbudowano w latach 1904-1905. Powyżej kompleksu stacji znajduje się latarnia morska. | Atrakcja turystyczna                                   | 51°52′12.84″ N, 104°48′32.71″ E     |
| 29    | Kamieniołom                                              | Znajduje się w wąwozie Katorżanka | Atrakcja turystyczna                                   |                                     |
| 30    | Półwysep Tolstyj                                         | Znajduje się na 91 km linii kolei krugobajkalskiej, wychodząc daleko w stronę jeziora Bajkał. Przez półwysep przechodzi jeden z tuneli kolejowych, długości 343 m. | Atrakcja turystyczna                                   | 51°47'27" N, 104°36'49" E           |
| 31    | Tunel "Polowinnyj"                                       | Znajduje się na 110 km linii kolei krugobajkalskiej. Jest najdłuższym, idealnie prostym tunelem tej linii kolejowej, mając długość 778 km. Wybudowany w latach 1604-05 tunel (o numerze 12) znajduje się na półwyspie Polowinnyj, który wcina się na 1,5 km w głąb Bajkału. Przylądek ten, z kamienną plażą, jest używany jako miejsce namiotowe przez turystów. | Atrakcja turystyczna                                   | 51° 47′ 58.71″ N, 104° 21′ 43.92″ E |
| 32    | Przylądek Aral                                           | Znajduje się na zachodnim brzegu Bajkału, naprzeciwko wyspy Olchon. W starożytności był wyspą, która z czasem połączyła się z lądem. Na szczycie znajdują się pozostałości placówki z VI-XI w. otoczonej kamiennym murem nie przekraczającym 8–10 m średnicy. Uważa się, że miejsce to otoczone było kultem religijnym. Od strony jeziora, w przylądku znajduje się wiele jaskiń, szczelin i wystających skał. | Atrakcja turystyczna                                   | 53°28'8" N, 107°32'39" E            |
| 33    | Zatoka Aja                                               | Znajduje się 2,5 km na północ od ujścia rzeki Angi i 12 km od miejscowości Jelancy. Nazwa pochodzi z języka ewenkijskiego i oznacza słowo "Piękna". Zatoka jest osłonięta przed wiatrami, a wewnątrz niej znajduje się piaszczysta plaża w kształcie półkola, która wcina się w ląd na 800 m, szeroka zaś jest na 600 m. Po obu stronach zatoki są wysokie skaliste przylądki. | (Planowany) Geologiczny i Krajobrazowy pomnik przyrody | 52°47'27" N, 106°36'40" E           |
| 34    | Jaskinia Aja                                             | Znajduje się 2 km na północny zachód od zatoki Aja, na marmurowym płaskowyżu półwyspu Aja. Jaskinia ma wiele rozgałęzień, o długości 570 m i głębokości 32 m. Jest najbardziej rozległą z bajkalskich jaskiń. Charakteryzują ją formacje wapienne i kryształy kalcytu. Jest jedną z najstarszych na Syberii. | Atrakcja turystyczna                                   | 52°47'43" N, 106°36'26" E           |
| 35    | Skała Sagan-Zaba                                         | Znajduje się na zachodnim brzegu Bajkału, na południe od miejscowości Jelency, 5 km na północny wschód od przylądka Kriestowskij. Nazwa pochodzi z języka buriackiego i oznacza "Biała Skała". Nazwa wzięła się z faktu, iż Sagan-Zaba mocno różni się od okolicznych skał, zmienia swój kolor w zależności od pory dnia, czasami przyjmując kolor biały. Szczególnie ciekawie wygląda latem w promieniach wschodzącego słońca. Na marmurowych skałach urwiska można znaleźć malowidła naskalne starożytnych ludzi; petroglify powstałe w epoce neolitu. Rdzenna ludność od wieków uważa to miejsce za święte, zaś rysunki naskalne, za dzieło duchów i otacza je kultem. | (Planowany) Krajobrazowy pomnik przyrody               | 52°40'40" N, 106°28'10" E           |
| 36    | Jaskinia "Marzenie"                                      | Znajduje się na zachodnim wybrzeżu Bajkału, 1,2 km od jeziora, na wysokości 270 m od jego brzegu, 7-8 km na południe od miejscowości Sachjurta. Wymiary jaskini: 870 m długości i 52 m głębokości. Odkryta została w 1962, zaś pierwszego jej przejścia dokonano w roku 1970. | Atrakcja turystyczna                                   | 52°58'15" N, 106°48'32" E           |
| 37    | Jaskinie Kadilinskije                                    | Znajdują się w wąwozie Malaja Kadiłnaja. Są zróżnicowane pod względem formy i długości, znane są 10 jaskiń, a każda z nich ma swoją nazwę. Położone są na wapieniach, na wysokości od 60 do 250 m nad poziomem jeziora. | Speleologiczny pomnik przyrody                         | 51°55'30" N, 105°14'15" E           |
| 38    | Wapienie Kadilinskije                                    | Znajdują się na grzbiecie Gór Przymorskich. Można zauważyć tam szczątki organizmów prekambryjskich. | Atrakcja turystyczna                                   | 51°55'30" N, 105°14'15" E           |
| 39    | Jeziorko Obnażienije                                     | Znajduje się w części Gór Przymorskich, 5 km n południe od wioski Bolszoje Gołoustnoje. Jest to jeziorko które znajduje się w depresji, i które okresowo napełnia się dużą ilością wody. W letnie dni temperatura wody jeziorka dochodzi do 22 °C. | Atrakcja turystyczna                                   |                                     |
| 40    | Międzygórska dolina Uzury                                | To pierwsza od przylądka Choboj spadzista dolina na Olchonie, otwarta w kierunku wschodnim, na wybrzeże Bajkału. Od północy zamyka ją Góra Tolgaj, zaś od południa Góra Raba. | Atrakcja turystyczna                                   | 53°19'20" N, 107°44'27" E           |
| 41    | Jaskinia Uzur                                            | Położona na wschodnim wybrzeżu Olchonu, w północnej części zatoki Chaga-Jaman w obszarze Uzury. | Atrakcja turystyczna                                   |                                     |
| 42    | Kamień Baklankij                                         | Mała skalista owalna wysepka z charakterystyczną wieżą z północnej strony. Położona jest 160 m od przylądka Baklankij. Wyróżnia się tym, że jest to jedyna wyspa w południowej części jeziora Bajkał a także tym, że w przeszłości była znana jako miejsce kolonii największego gniazdowania kormoranów na jeziorze. | Krajobrazowy pomnik przyrody                           | 52°14'13" N, 105°40'50" E           |

## Turystyka
Nadbajkalski Park Narodowy jest najczęściej odwiedzanym obszarem chronionym w regionie jeziora Bajkał. Każdego roku odwiedza go około 400 tys. turystów, a największy ich napływ jest w lipcu i sierpniu. Najczęściej odwiedzanym obszarem jest Małe Morze i wyspa Olchon.
W przeciwieństwie do innych rejonów Przybajkala park posiada dosyć dobrze rozwinięta infrastrukturę turystyczną, z polami namiotowymi i bazami turystycznymi. Punkty informacyjne znajdują się w Irkucku, Listwiance, Jelancach oraz w Bolszym Gołoustnym.
Na terenie parku znajduje się odcinek Wielkiego Szlaku Bajkalskiego, mający 22 km i prowadzący od wioski Listwianka na zachodzie do wioski Bolszyje Koty na zachodzie. Trasa prowadzi wpierw z dala od brzegu, lasem aż do wzniesienia (860 m n.p.m. i 404 m nad poziomem jeziora), później zbliża się do Bajkału i prowadzi jego brzegiem.
Wśród turystycznych obiektów usługowych będących w opiece dyrekcji parku narodowego znajdują się:
- Turbaza "Prijut Staratieliej"
- Turbaza "Przylądek Kadiłnyj"
- Baza "Pad Uszkanja"
- Turbaza na Wyspie Olchon
- Turbaza "Siennaja"
- Turbaza "Chargino"
- Centrum wizytowe Bolszoje Gołoustnoje